# John J. McNeill
John J. McNeill (2. září 1925 Buffalo – 22. září 2015 Fort Lauderdale) byl americký jezuitský kněz, akademický teolog a psychoterapeut.
John J. McNeill vyrůstal ve státě New York. Během II. světové války byl zajat a odvezen do německého vězeňského tábora poblíž Lukenwaldu. Tato zkušenost jej duchovně ovlivnila natolik, že po válce vstoupil do Tovaryšstva Ježíšova. Kněžské svěcení obdržel roku 1956 z rukou kardinála Francise Spellmana. McNeill studoval Katolickou univerzitu v Lovani, kde podle svých slov poprvé pocítil lásku k muži. Po získání doktorátu učil na soukromé jezuitské LeMoyne College v Syracuse ve státě New York a Fordham University. Soustředil se na křesťanskou a sexuální etiku. Roku 1976 publikoval knihu The Church and the Homosexual, ve které polemizuje s katolickou naukou v otázce homosexuality. Byla to ve své době první katolická publikace vyjadřující se pozitivně ke stejnopohlavní sexuální aktivitě. V oficiálních církevních kruzích se stala tabu. Po teologické revizi dostala kniha imprimatur od McNeillových představených, byla přeložena do dalších jazyků. Kongregace pro nauku víry však povolení následující rok odvolala a kardinál Joseph Ratzinger vyzval McNeilla, aby se už nikdy nevyjadřoval na téma homosexuality. V roce 1987 byl po 40 letech vyloučen z řádu. Zůstal knězem, ale nesměl sloužit mše. Roku 2008 se v Torontu oženil s Charliem Chiarellim. Zemřel 22. září 2015 v nemocnici ve Fort Lauderdale na Floridě.